# Lakeview Terrace
Lakeview Terrace är en amerikansk långfilm från 2008 i regi av Neil LaBute, med Samuel L. Jackson, Patrick Wilson, Kerry Washington och Jaishon Fisher i rollerna.

## Handling
Abel Turner (Samuel L. Jackson) är en veteran vid Los Angeles-polisen. Ett nygift par flyttar in i huset bredvid. Mannen är vit och frun är svart. Snart börjar Abel störa sig på grannarna och grannsämjan blir sämre och sämre.

## Rollista
| Samuel L. Jackson | – Abel Turner         |
| Patrick Wilson    | – Chris Mattson       |
| Kerry Washington  | – Lisa Mattson        |
| Jaishon Fisher    | – Marcus Turner       |
| Regine Nehy       | – Celia Turner        |
| Jay Hernandez     | – Javier Villareal    |
| Keith Loneker     | – Clarence Darlington |
| Ron Glass         | – Harold Perreau      |
| Caleeb Pinkett    | – Damon Richards      |
| Justin Chambers   | – Donnie Eaton        |
| Juan Diaz         | – Steele              |
| Lynn Chen         | – Eden                |